# Bombardiere del campo di grano

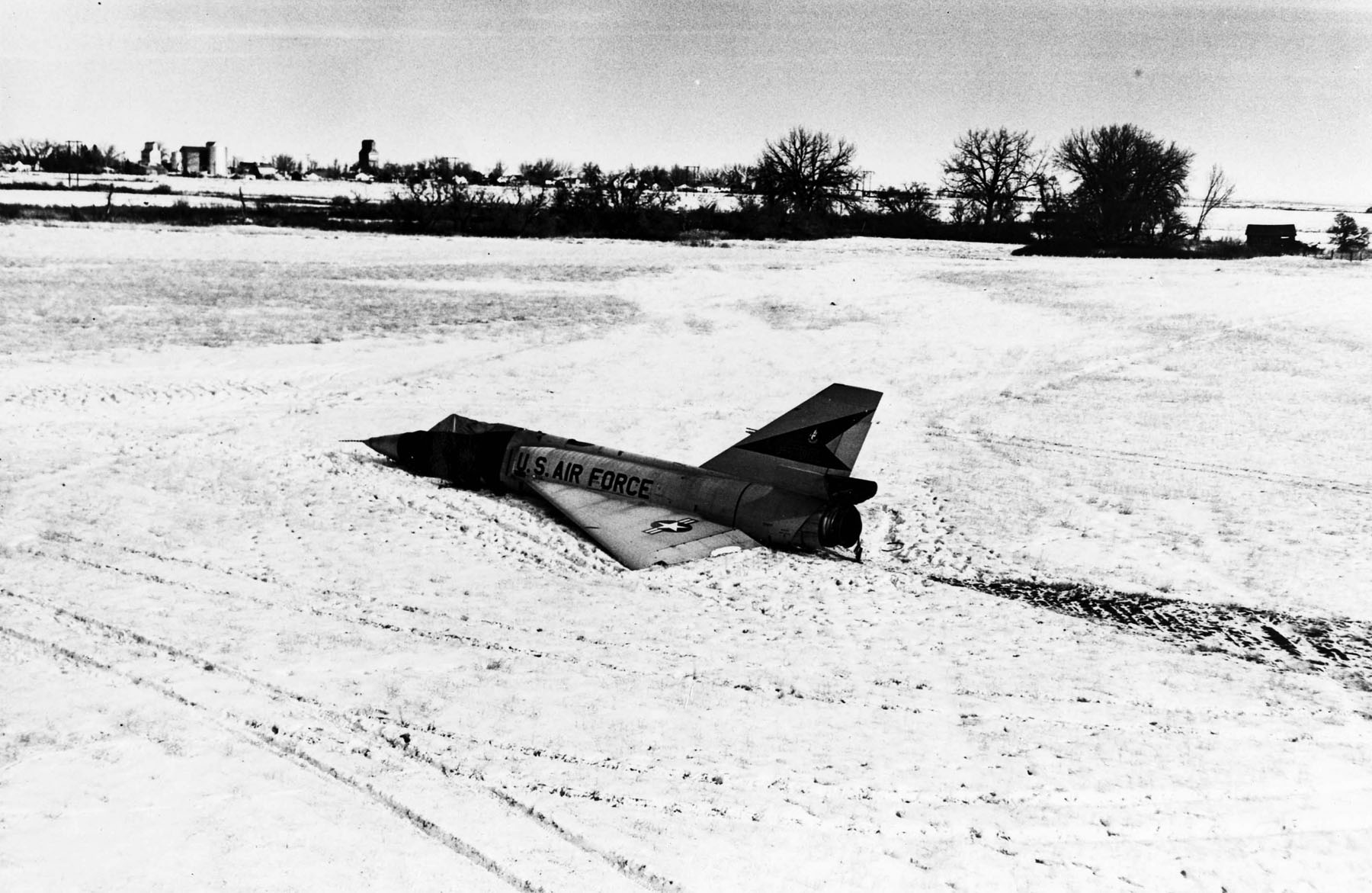
Il "Cornfield Bomber" dopo l'atterraggio in un campo ghiacciato del
Montana, febbraio 1970.

Il Bombardiere del campo di grano (Cornfield Bomber) è il soprannome dato a un Convair F-106 Delta Dart del 71° Squadrone Caccia-Intercettore dell'Aeronautica Militare degli Stati Uniti, che effettuò un atterraggio senza pilota nel campo di un contadino nel Montana nel 1970. Dopo aver subito solo lievi danni dopo che il pilota si era eiettato dal caccia durante una missione di addestramento finita male, l'aereo fu recuperato, riparato e rimesso in servizio. Attualmente è esposto al National Museum of the United States Air Force presso la base aerea di Wright-Patterson, vicino a Dayton, Ohio.

## Storia
L'aereo fu prodotto dalla Convair nel 1958 e gli fu assegnato il numero di coda 58-0787. Prestò servizio con il 71st Fighter-Interceptor Squadron con base presso la base aerea di Malmstrom, adiacente a Great Falls, nel Montana. Durante un volo di addestramento di routine per manovre di combattimento aereo, il 2 febbraio 1970, l'aereo entrò in una vite piatta. Il pilota, il tenente Gary Foust, azionò il paracadute di trascinamento dell'aereo come ultima risorsa nel tentativo di recuperare. Quando fallì, Foust si eiettò a un'altitudine di 15.000 piedi (4.600 m).
La riduzione di peso e il cambiamento del baricentro causati dalla rimozione del pilota, insieme alla forza d'urto del seggiolino eiettabile che spingeva verso il basso il muso dell'aereo, che era stato regolato da Foust per il decollo e la manetta al minimo, fecero sì che l'aereo si riprendesse dalla vite. Il trim precedentemente impostato aiutò quindi a stabilizzare l'assetto dell'aereo dopo l'imbardata iniziale. Si dice che uno degli altri piloti della missione abbia contattato via radio Foust durante la sua discesa con il paracadute, dicendogli: "è meglio che tu ci torni dentro!" Dal suo paracadute, Foust guardò incredulo mentre l'aereo, ora senza pilota, scendeva e slittava fino a fermarsi nel campo di un contadino vicino a Big Sandy. Foust atterrò sulle montagne vicine e fu successivamente salvato dai residenti locali su motoslitte.

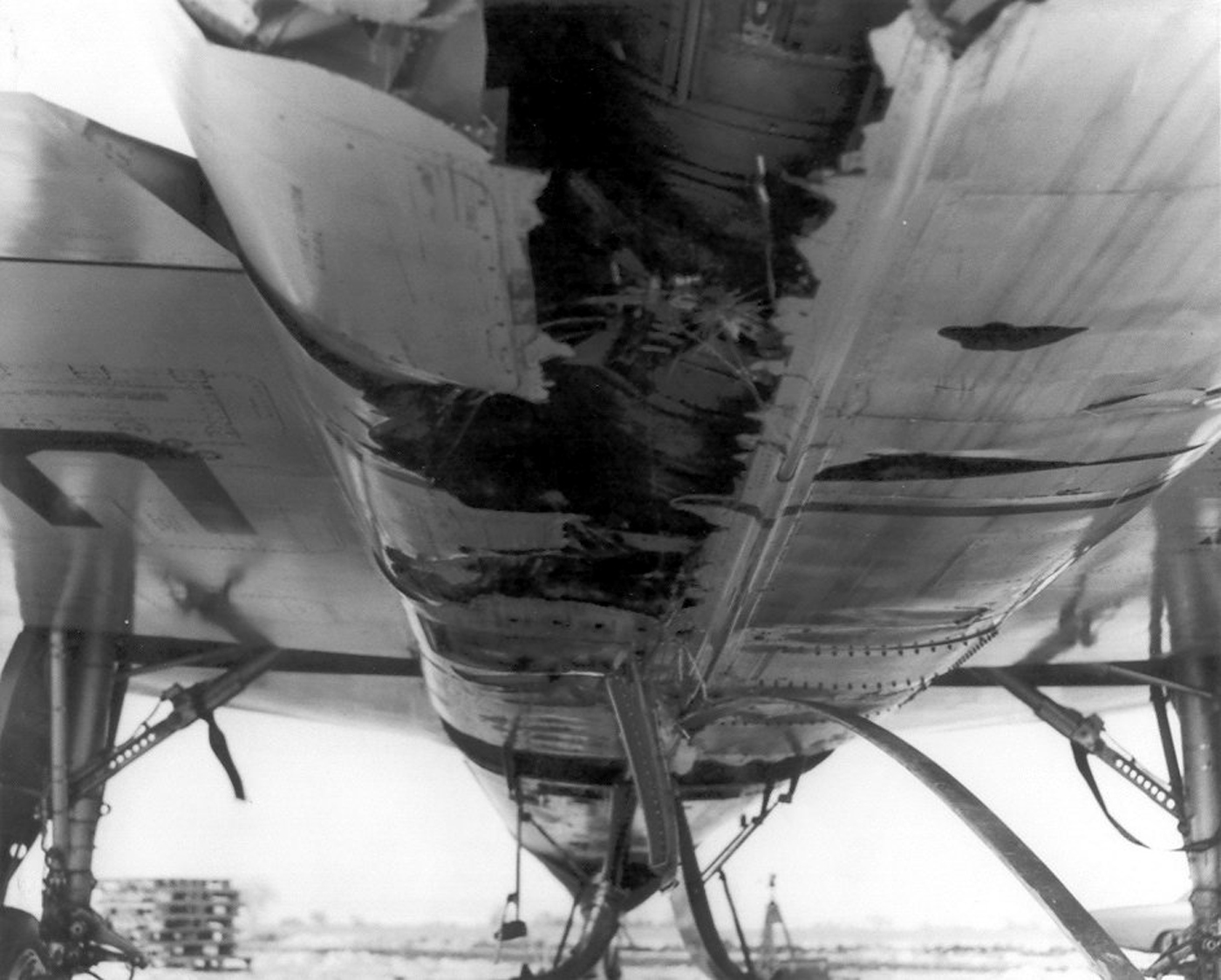
La parte inferiore del 58-0787, che mostra i danni subiti durante l'atterraggio sulla pancia.

Poco dopo, lo sceriffo locale e i residenti arrivarono sulla scena dell'incidente. La spinta del motore a reazione ancora al minimo permise all'aereo di spostarsi lentamente sulla pancia attraverso il campo dopo l'atterraggio. Lo sceriffo, dopo aver contattato la base aerea, fu informato che avrebbe dovuto attendere che l'aereo rimanesse senza carburante, cosa che accadde un'ora e 45 minuti dopo senza ulteriori incidenti. Una squadra di recupero della base aerea di McClellan arrivò sulla scena e iniziò a smantellare l'aereo, rimuovendone le ali per il trasporto a bordo di un vagone ferroviario. I danni all'aereo furono minimi; anzi, si dice che un ufficiale della squadra di recupero abbia affermato che se ci fossero stati danni minori, avrebbe potuto far volare l'aereo fuori dal campo.

## Conservazione

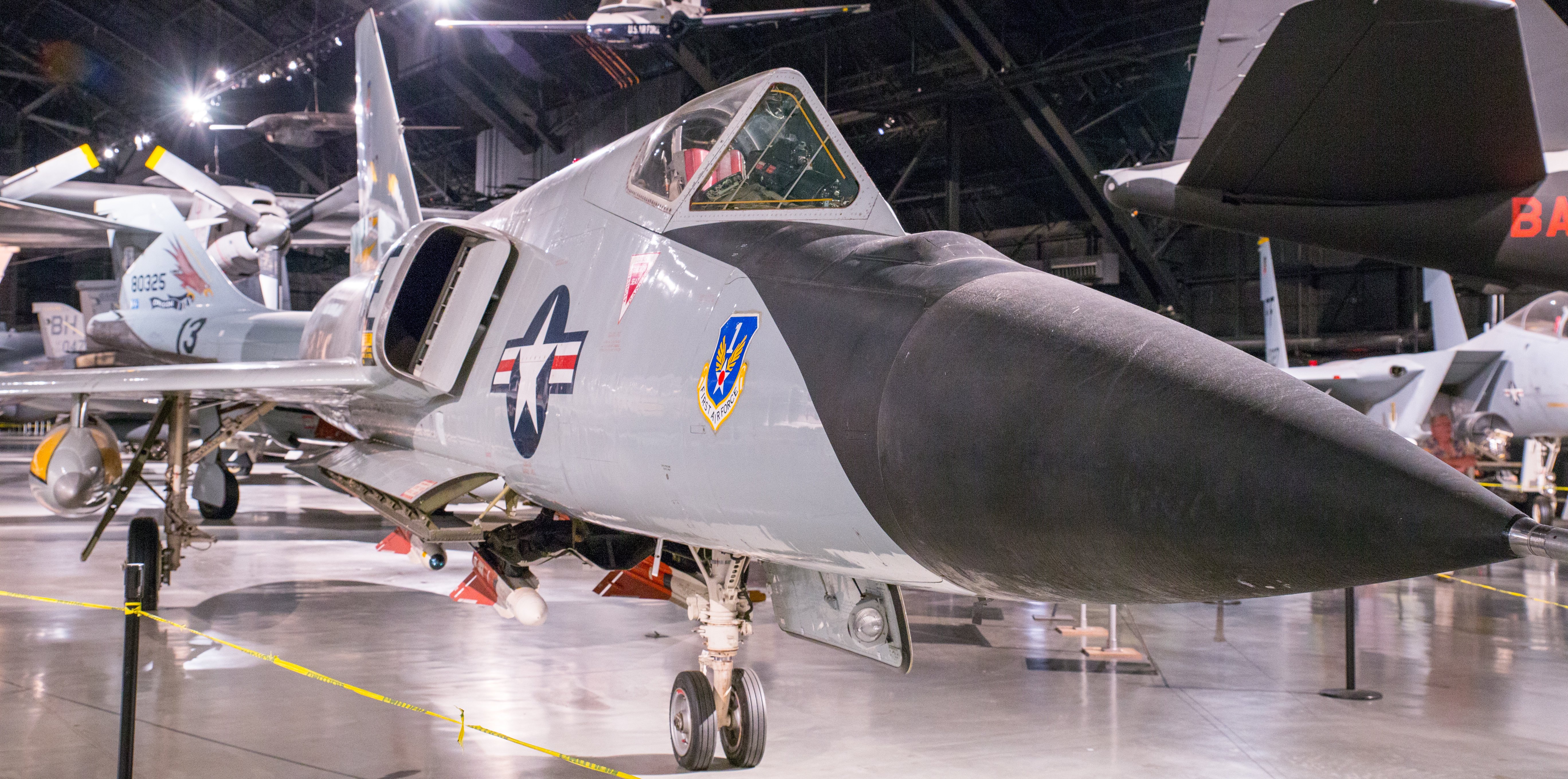
L'aereo al Museo Nazionale dell'Aeronautica Militare degli Stati Uniti nel 2016.

Dopo la sua disavventura, il caccia fu riparato e rimesso in servizio, operando con il 49th Fighter-Interceptor Squadron, l'ultima unità dell'aeronautica militare ad utilizzare l'F-106. Foust pilotò di nuovo 58-0787 nel 1979 durante l'addestramento alla base aerea di Tyndall. Dopo il suo ritiro, fu presentato al National Museum of the United States Air Force nell'agosto 1986, dov'è in mostra tutt'ora.